# Neoteni
Neoteni kallas den form av heterokroni när en organism (vanligen ett djur) behåller ungdomliga (juvenila) drag till 'vuxen' ålder, ofta till dess att den kan reproducera sig (blir könsmogen, eller motsvarande). Den form av heterokroni där i stället könsmognaden (eller motsvarande) uppträder tidigare kallas progenes eller (särskilt om den 'juvenila' individen fortplantar sig könlöst) pedogenes. Skillnaderna mellan dessa företeelser är ibland rätt otydliga, och termerna behandlas ofta mer eller mindre som synonymer. I vilket fall blir effekten att ungdomliga drag lever kvar hos vuxna (adulta) individer, vilket kallas pedomorfos.
Neoteni (och så vidare) kan avse enstaka individer, men utgör också ibland en viktig del av utvecklingen av arter eller större grupper av organismer. Detta förekommer bland annat hos en del groddjur och primater, exempelvis axolotl och människa.

## Kort begreppshistorik
Termen neoteni myntades av zoologen Julius Kollmann år 1883 (Ordet bildades från grekiska νέος och τείνω, och skulle betyda ungefär "ungbibehållande".) Kollmann hade tagit del av rapporter om fynd av (vattenlevande) amfibieyngel från Berlins och Prags omgivningar, som verkade att ha förblivit i yngelstadiet ovanligt länge. Han lät leta efter likartade yngel i trakten av Basel, vilka också hittades. Eftersom man hittade sådana yngel redan i mitten av maj, och några var över en decimeter långa, måste de enligt Kollmann ha övervintrat, och de längsta rimligen ha övervintrat två vintrar, utan att ha genomgått förvandling till sin landlevande vuxenform. Kollmann noterade att också andra naturforskare påträffat exemplar av grodyngel som ännu efter ett år inte hade förvandlats till landlevande. Han jämförde dessa enstaka exemplar av vanligtvis metamorferande grodor med den mexikanska salamandern axolotl, som normalt förblir vattenlevande hela livet, och införde termen neoteni (Neotenie) för att beteckna denna gemensamma företeelse. Han benämnde fenomenet ofullständig neoteni för de europeiska grodlarverna (som inte uppvisade tecken på könsmognad), men fullständig neoteni för axolotlerna (som fortplantar sig medan de fortfarande andas med gälar).
Kollmann ansåg det osannolikt att fenomenet neoteni bara skulle förekomma bland amfibier. Han föreslog nejonögon som en annan möjlig grupp där denna egenskap kunde förekomma, och ansåg att också en del svampar uppvisade liknande fenomen, i växlingen mellan den könlösa fortplantningen hos encelliga former som jäst, och fortpantningen medelst fruktkroppar (alltså som för de "vanliga" vuxna skogssvamparna).
Vissa detaljer i Kollmanns bidrag är föråldrade, men själva grundidén har visat sig mycket betydelsefull.

## Exempel

### Mullvadssalamandrar
Mullvadssalamandrarna utgör en familj  av stjärtgroddjur (alltså "salamandrar i vid mening"), med det enda släktet Ambystoma. De brukar indelas i över 30 arter, men det förekommer en del hybridisering i naturen mellan vissa av dessa arter, emellanåt med bestående genflöde som resultat; så man kan uppfatta en del av artbarriärerna inom släktet som otydliga.
De flesta ambystomaindivider som överlever till vuxen ålder lever först som vattendjur (som liksom grodyngel andas med gälar och simmar med sin förhållandevis långa stjärt med stjärtfena), men genomgår sedan en förvandling till landdjur (som andas med lungor och går på fyra ben). Bara i landdjursfasen kan de fortplanta sig. Som ofta för salamandrar är ynglen (juvenilerna) och de vuxna (adulterna) litet mer lika varandra än vad fallet brukar vara för grodor och paddor. Bland annat har djuren redan tidigt i den vattenlevande fasen fyra välutvecklade lemmar, och behåller å andra sidan svansen även i landdjursfasen (men stjärtfenan är då tillbakabildad).
Vissa individer är dock neotena, förblir vattendjur hela livet, och fortplantar sig således också i vattendjursfasen. För några arter, bland annat axolotlen (Ambystoma mexicanum), A. dumerilii och A. taylori gäller detta samtliga eller nästan samtliga individer. Dessa tre starkt hotade arter lever vilt bara i var sitt litet sjösystem i Mexiko. För andra arter, som de rätt vanliga mullvadssalamandern (A. talpoideum, som lever i östra USA) och tigersalamandern (A. tigrinum, som förekommer från centrala Mexiko norrut till och med södra Kanada) är vissa men inte alla könsmogna individer neotena.

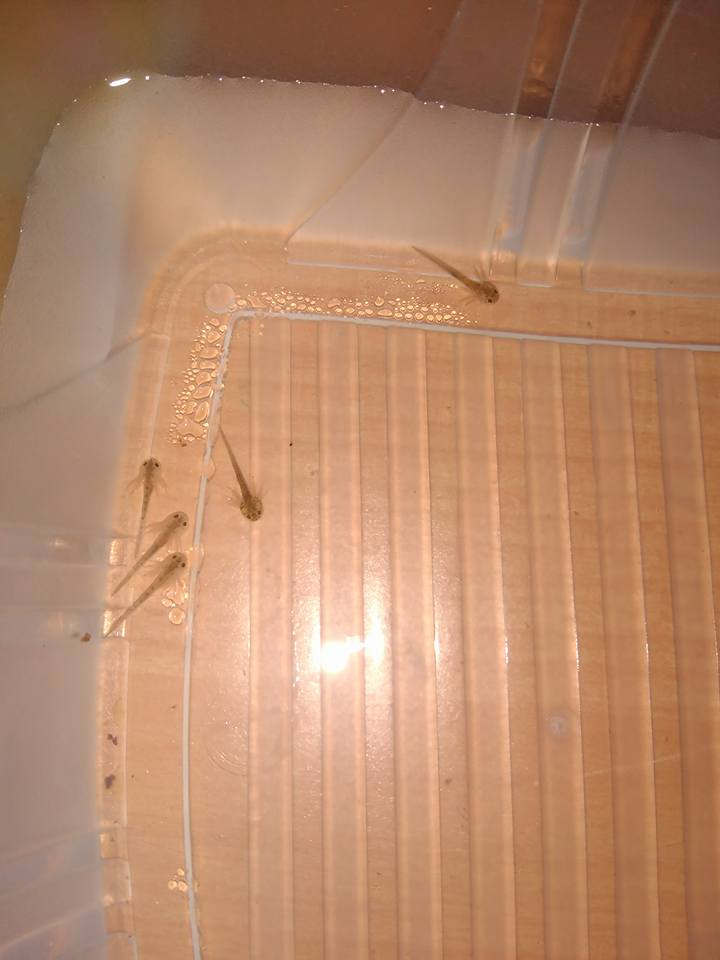
Nykläckta axolotlglin.
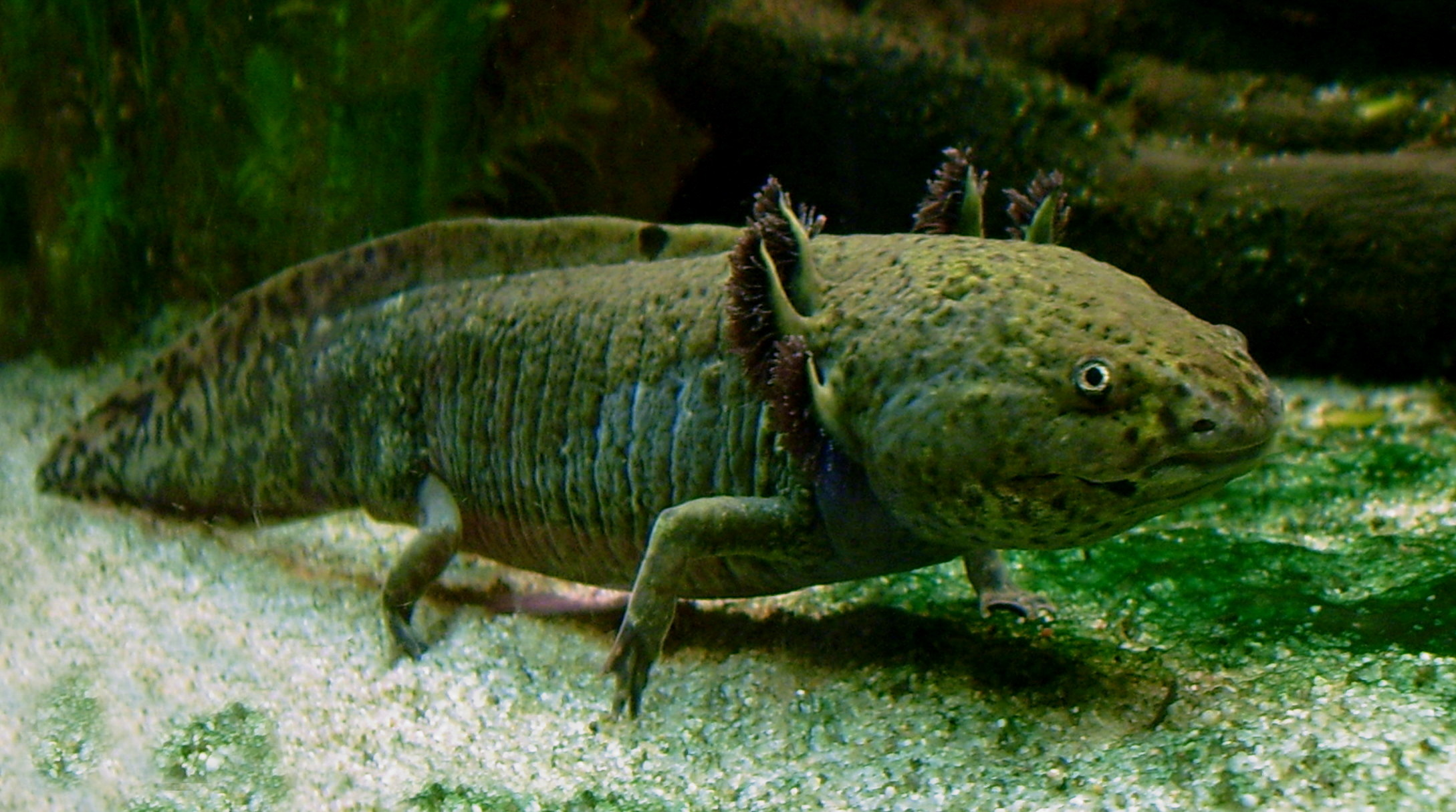
Vuxen axolotl.
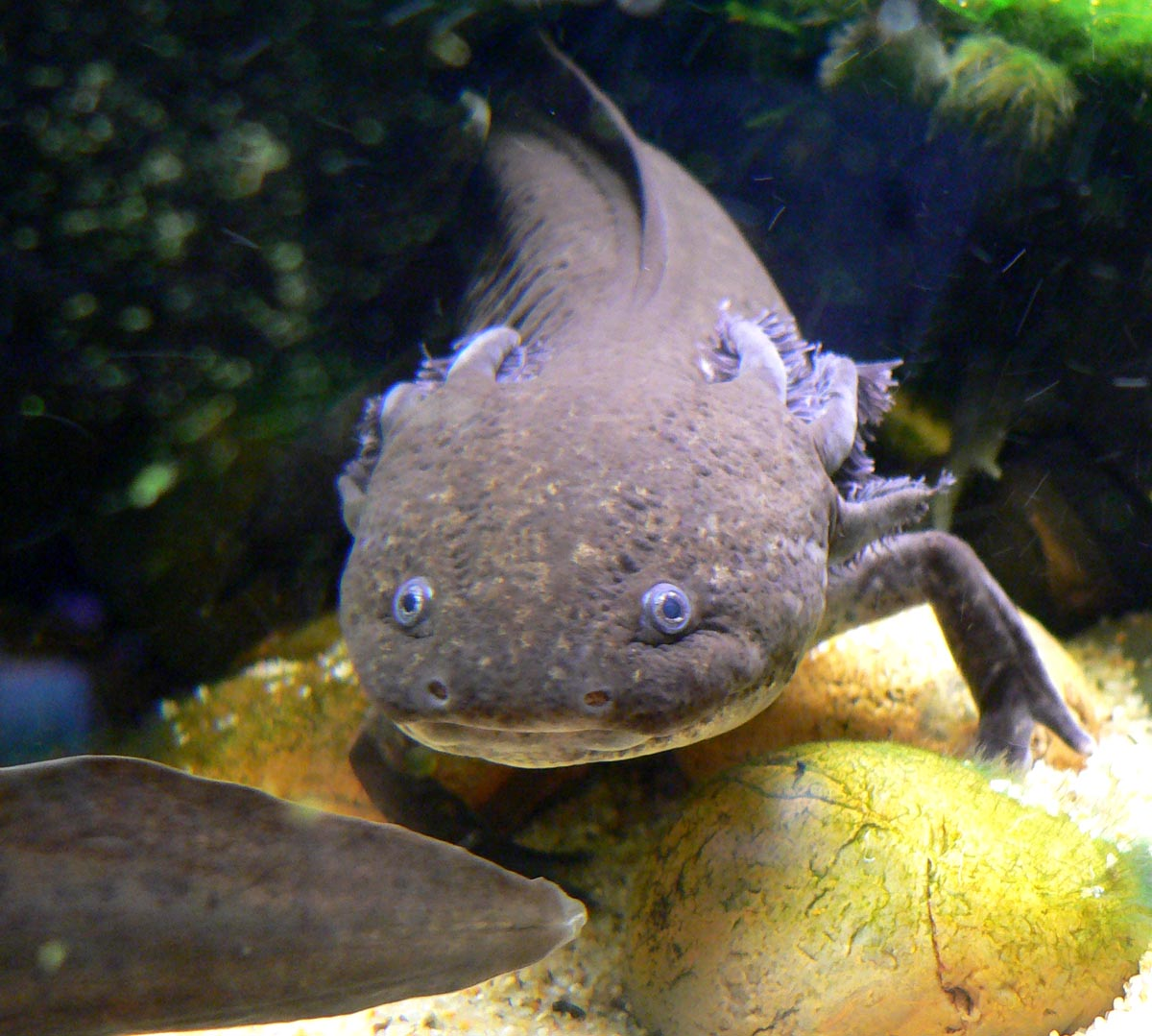
Vuxen axolotl.

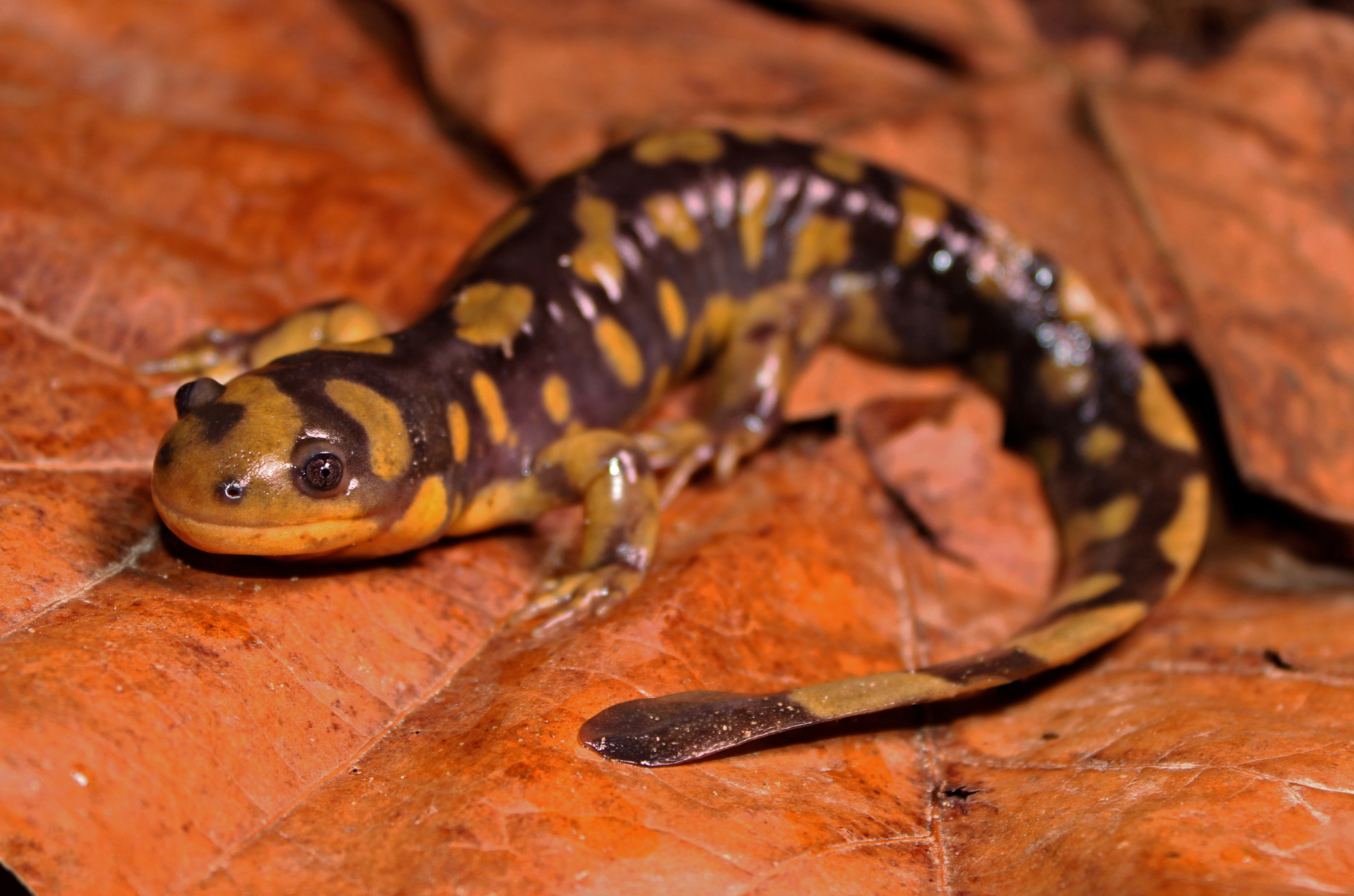
Landlevande vuxen (östlig) tigersalamander.
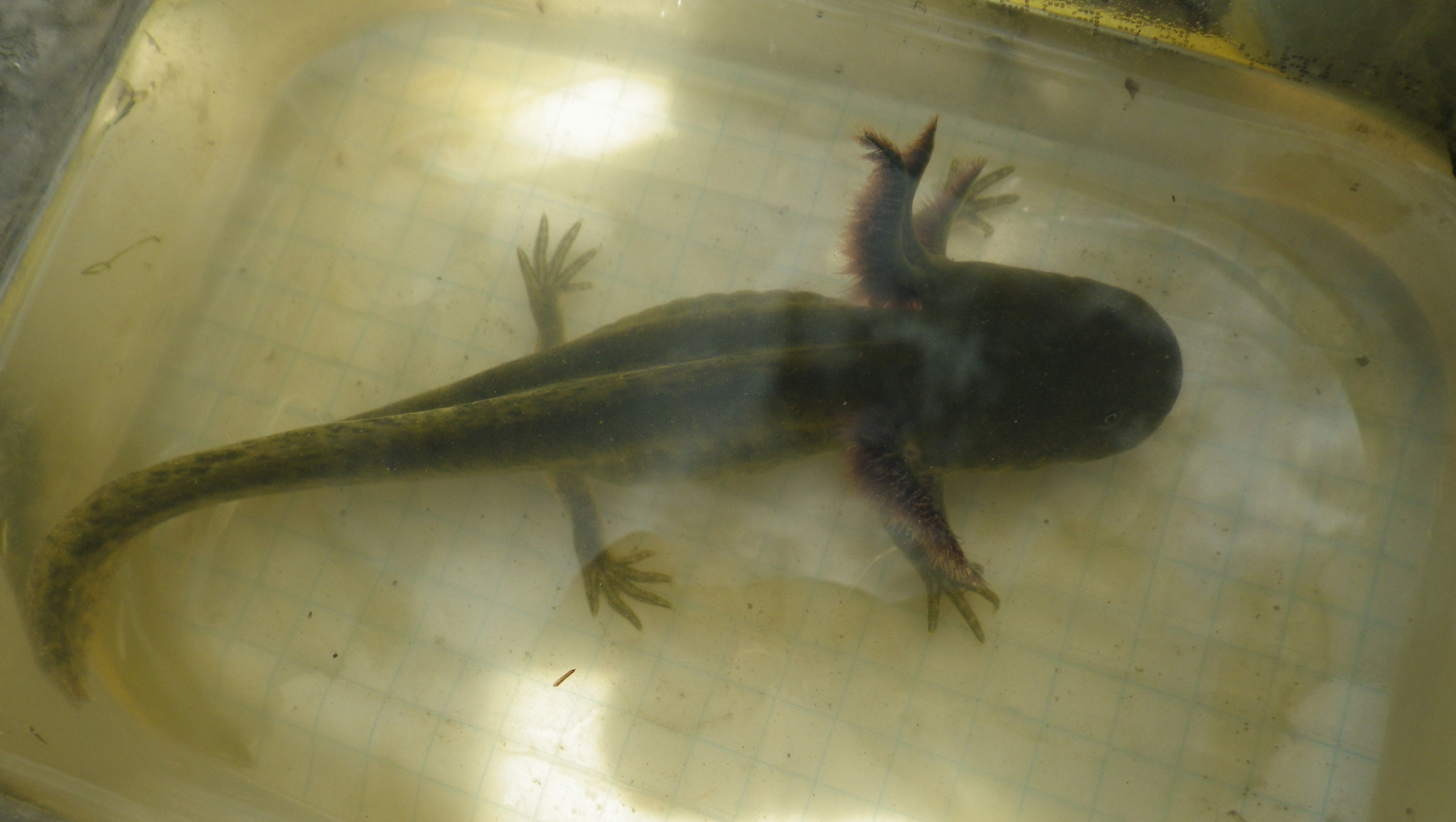
(Kalifornisk) vattenlevande juvenil tigersalamander.
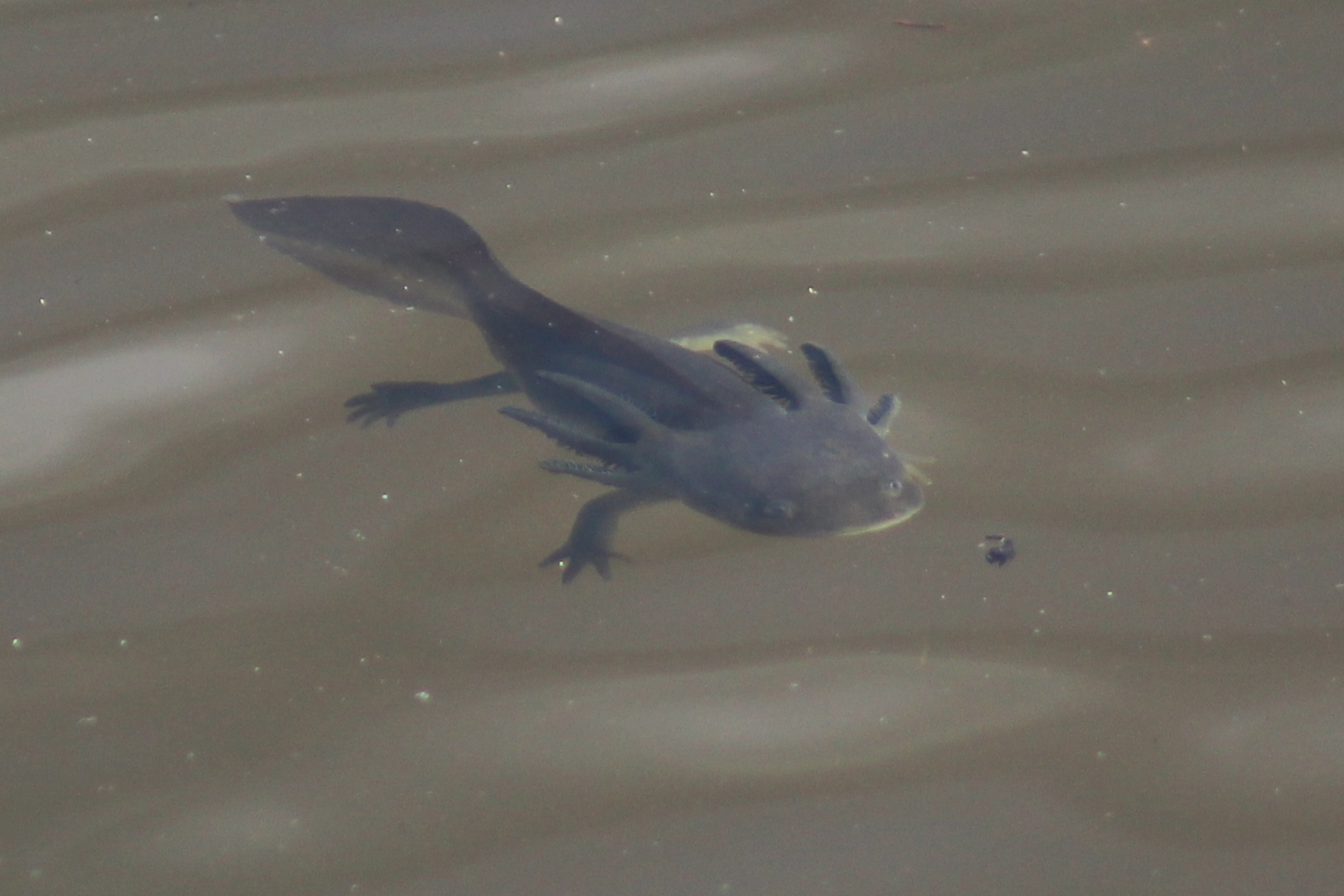
En neoten vuxen tigersalamander, eller kanske ett ungdjur? (Fotografen var osäker.)